# 刺青殺人事件
高木彬光在1948年發表的出道作，也是神津恭介系列的代表作。

## 故事簡介
昭和21年（1946年）8月20日，松下研三受到東亞醫大的早川博士邀請參加名為「江戶雕勇會」的刺青選美大會。研三在那裏與中學時代的前輩最上久重逢。在這場刺青選美大會中「艷壓群芳」的是，背上刺着大蛇丸刺青的野村絹枝，同時也是經營建築商的最上久的哥哥・最上竹藏的情婦。
松下研三被絹枝的魅力吸引而在數日後拜訪她，並詢問她背上刺青的由來。絹枝告訴研三她的父親雕安在她的兄長常太郎，她和自己的雙胞胎妹妹珠枝身上分別刺上了「三竦」——自雷也・大蛇丸・綱手公主的刺青。據說如果三竦被刺在同一個人身上，它們會互克而使宿主死亡，因而被視為禁忌。
研三與感到不安的絹枝約定，前往她在下北澤的自家，並與偶然來到的早川博士在內側上鎖的浴室里發現了絹枝的屍體。絹枝的頭及手腳被切下來留下，而只有身體的部分被帶走。其後絹枝的情人最上竹藏的屍體也被發現，最上看似用手槍自殺，但也未能否定他殺的可能性。
在搜查陷入僵局中，研三找到了絹枝的兄長常太郎，然而似乎知道案件關鍵的常太郎以「三天後才告知真相」為由讓研三保密並等待。然而不久後他卻被殺，身上有刺青的部分也被剝了皮。有感應負上責任的研三，與一高時代的朋友，有『神津之前無神津，神津之後也無神津』美名的神津恭介再會，並委託他解開事件的真相。

## 主要登場人物
松下 研三（Matsushita Genzou）
東大醫學部法醫學教室的研究員。
神津 恭介（Kamizu Kyousuke）
研三在一高時代的友人。
最上 久（Mogami Hisashi）
研三在中学時代的前輩。
最上 竹藏（Mogami Takezou）
最上久的哥哥，建筑公司「最上組」的社長。
野村 絹枝（Nomura Kinue）
竹藏的情婦，身上刺著大蛇丸。
雕安（Horiyasu）
絹枝三兄妹的父親，知名的刺青師。
野村 常太郎（Nomura Tsunetarou）
絹枝的哥哥，也是刺青師，身上刺著自雷也。
野村 珠枝（Nomura Tamae）
絹枝的雙胞胎妹妹，身上刺著綱手。
稻澤 義雄（Inazawa Yoshio）
「最上組」的經理。
早川 平四郎（Hayakawa Heishirou）
東亞醫大的醫學博士，最上兄弟的舅舅，刺青的狂熱者與研究家。
松下 英一郎（Matsushita Eiichirou）
研三的哥哥，警視廳搜査一課課長。